# Bulbul brunoir
Pycnonotus nigricans
Espèce
Statut de conservation UICN

 LC  : Préoccupation mineure

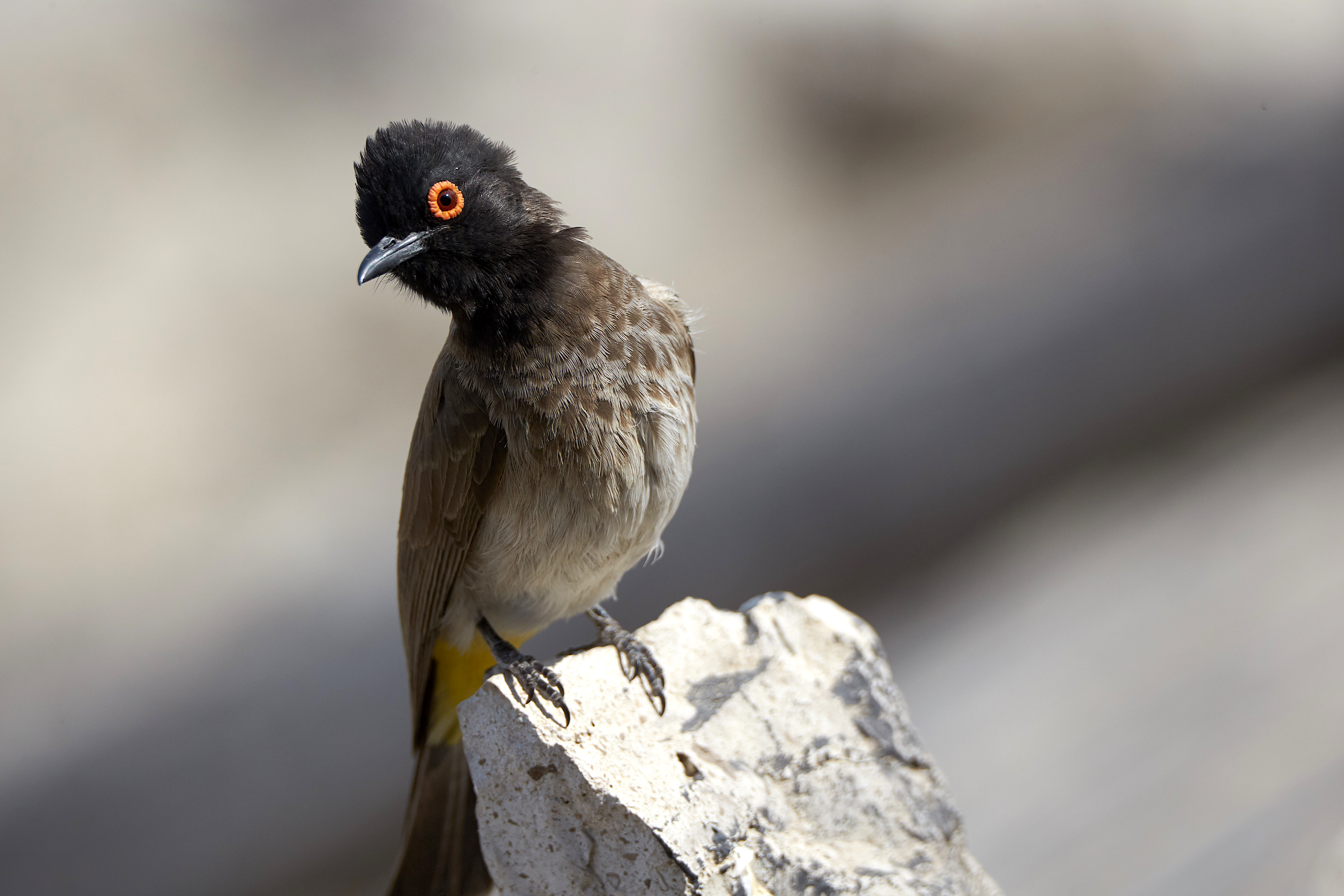
Un bulbul brunoir dans le parc national d'Etosha, Namibie. Juillet 2019.

Le Bulbul brunoir (Pycnonotus nigricans) est une espèce de passereau de la famille des Pycnonotidae.

## Répartition
Cet oiseau vit en Afrique du Sud, Angola, Botswana, Lesotho, Namibie, Swaziland, Zambie et Zimbabwe.

## Habitat
Son habitat naturel est les savanes sèches et les fruticées sèches subtropicales ou tropicales.